# Boeny

Die Region Boeny liegt im Nordwesten Madagaskars

Boeny ist eine der 24 Regionen Madagaskars. Es gehört zur (alten) Provinz Mahajanga im Nordwesten der Insel und liegt an der Straße von Mosambik. Im Jahr 2004 lebten 543.200 Einwohner in der Region.

## Geographie
Die Region Boeny hat eine Fläche von 31.046 km². Hauptstadt ist Mahajanga (frz. Majunga).

## Verwaltungsgliederung
Die Region Boeny ist in 6 Distrikte aufgeteilt:
- Ambato-Boeni
- Mahajanga I
- Mahajanga II
- Marovoay
- Mitsinjo
- Soalala

## Sonstiges
In der Region Boeny befinden sich die Nationalparks Ankarafantsika, Baie de Baly und Tsingy de Namoroka.